# Alban Lafont
Alban Marc Lafont, född 23 januari 1999, är en fransk fotbollsmålvakt som spelar för Nantes.

## Karriär
Den 29 juni 2019 lånades Lafont ut av Fiorentina till Nantes på ett tvåårigt låneavtal. I maj 2021 blev det en permanent övergång till Nantes för Lafont som skrev på ett treårskontrakt. I september 2023 förlängde han sitt kontrakt fram till sommaren 2027.